# Seniorat południowo-zachodni diecezji wschodniej PNKK
Seniorat południowo-zachodni PNKK (Southwest Seniorate) – seniorat (dekanat) diecezji wschodniej Polskiego Narodowego Kościoła Katolickiego w USA i Kanadzie (PNKK) położony w Stanach Zjednoczonych Ameryki Północnej. Parafie senioratu znajdują się w stanie Connecticut. Seniorem (dziekanem) senioratu jest ks. Józef Kruśnieński z Plantsville.

## Parafie senioratu południowo-zachodniego
- parafia Przemienienia Pańskiego w New Britain, proboszcz: ks. Paweł Dudek
- parafia św. Jana Chrzciciela w Manchester, proboszcz: ks. Henryk Smoliński
- parafia Opatrzności Bożej w Norwich, proboszcz: ks. Krzysztof Rogalski
- parafia św. Piotra i Pawła w New London, proboszcz: ks. Zbigniew Kaszubski
- parafia św. Trójcy w Plantsville, proboszcz: ks. sen. Józef Kruśnieński
- parafia św. Józefa w Stratford, proboszcz: ks. Michał Gitner
- parafia Zbawiciela w Union City, proboszcz: ks. Paweł Dudek
- parafia św. Kazimierza w Wallingford, proboszcz: ks. sen. Józef Kruśnieński